# Cloruro di tris(bipiridina)rutenio(II)
Il cloruro di tris(bipiridina)rutenio(II) è il sale complesso indicato usualmente con la formula [Ru(bpy)3]Cl2 (bpy = 2,2'-bipiridina). Il sale è disponibile in commercio in forma esaidrata, e in condizioni normali è un solido cristallino rosso, solubile in acqua e in solventi organici polari. I cloruri possono essere sostituiti con altri anioni, come PF−6 e ClO−4. Il catione [Ru(bpy)3]2+ è uno dei complessi più studiati nei laboratori fotochimici di tutto il mondo a partire dagli anni 80 del secolo scorso. Il motivo di tale interesse risiede in una combinazione unica di stabilità chimica, proprietà redox, luminescenza e reattività allo stato eccitato.

## Struttura
Il catione [Ru(bpy)3]2+ è approssimativamente ottaedrico, formato da uno ione Ru(II) d6 a basso spin e tre leganti bidentati bipiridina. La distanza media Ru–N è di 205,6 pm. Il complesso è chirale, con simmetria D3. I due enantiomeri si possono risolvere e sono cineticamente stabili.

## Sintesi
Il composto fu ottenuto per la prima volta da Francis Hereward Burstall nel 1936 facendo reagire a 250 ºC tricloruro di rutenio e 2,2'-bipiridina. Sintesi più recenti utilizzano tricloruro di rutenio e bipiridina in soluzione acquosa, usando acido ipofosforoso per ridurre Ru(III) a Ru(II).

## Reattività
Il catione [Ru(bpy)3]2+ è molto stabile, rimanendo inerte anche in soluzioni bollenti di acido cloridrico concentrato o idrossido di sodio 50%.
[Ru(bpy)3]2+ è molto resistente anche all'ossidazione e alla riduzione, come si può vedere dai valori del potenziale standard di riduzione in acqua; le forme ossidate e ridotte sono anch'esse stabili.
{\displaystyle {\ce {[Ru(bpy)3]^2+ + e^- <=> [Ru(bpy)3]+}}}       E° = –1,28 V
{\displaystyle {\ce {[Ru(bpy)3]^3+ + e^- <=> [Ru(bpy)3]^2+}}}      E° = +1,26 V

## Proprietà fotofisiche
[Ru(bpy)3]2+ assorbe luce ultravioletta e visibile. Le soluzioni acquose di [Ru(bpy)3]2+ sono di colore giallo o arancio a seconda della concentrazione. Il colore è dovuto ad una banda di assorbimento intensa a 452 ± 3 nm con assorbività molare ε = 14600 M−1cm−1. Questa transizione è classificata come trasferimento di carica metallo-legante (MLCT). Nello spettro di assorbimento (figura) sono inoltre presenti bande a 285 nm corrispondenti a transizioni centrate sui leganti (LC), e bande a circa 350 nm dovute a transizioni centrate sul metallo (MC).

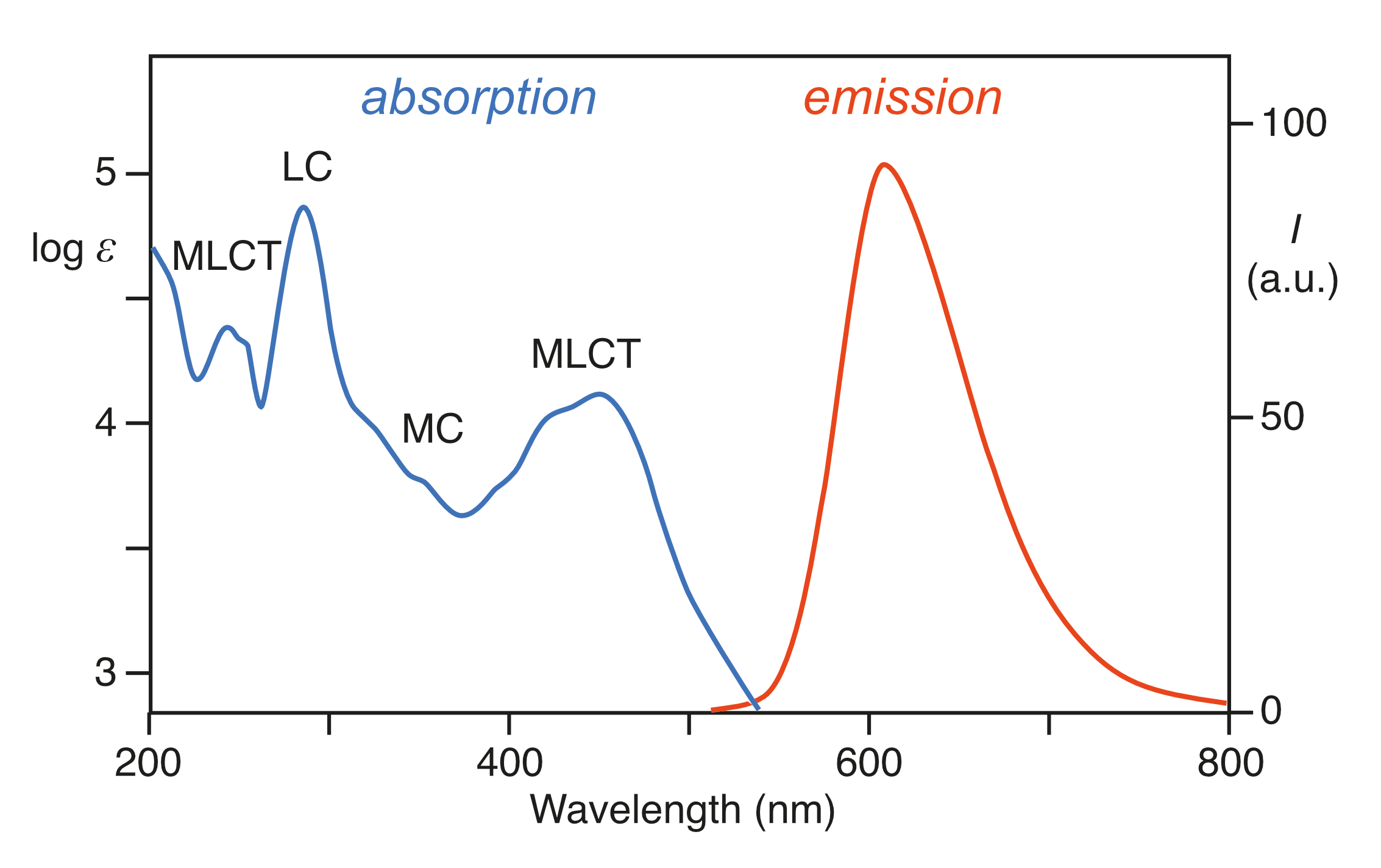
Spettri di assorbimento (blu) e di emissione (rosso) di [Ru(bpy)_{3}]^{2+} in soluzione alcolica a temperatura ambiente.

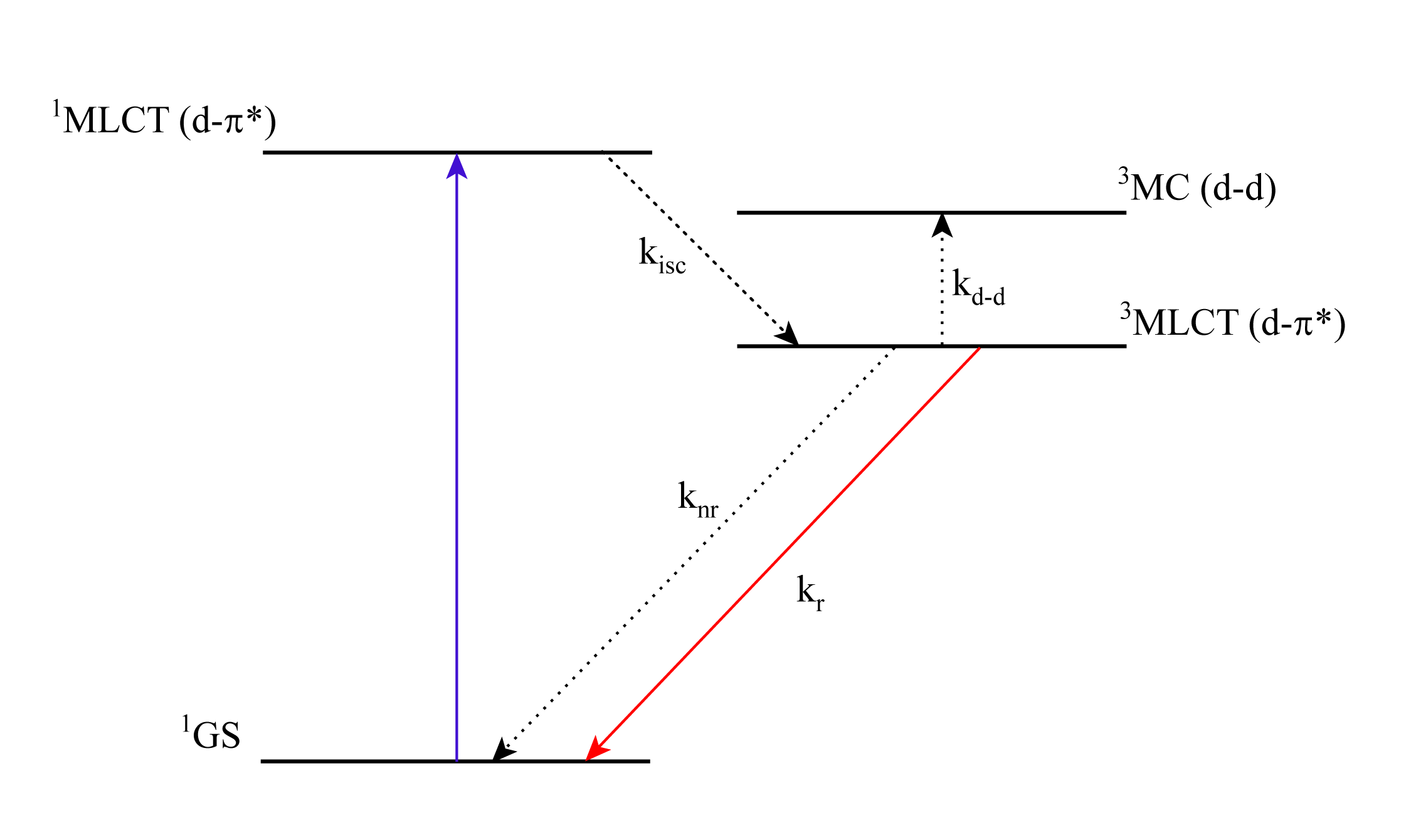
Diagramma di Jablonski degli stati elettronici a più bassa energia del complesso [Ru(bpy)_{3}]^{2+}.

Tramite un diagramma di Jablonski (vedi figura) si possono visualizzare gli stati elettronici a più bassa energia di [Ru(bpy)3]2+ e le possibili transizioni elettroniche. Quando il complesso assorbe luce si ha una transizione elettronica che porta dallo stato fondamentale di singoletto 1GS allo stato eccitato di singoletto 1MLCT. Segue un processo di intersystem crossing (kisc) per formare lo stato eccitato di tripletto 3MLCT. Quest'ultimo è caratterizzato da un tempo di vita abbastanza lungo, 890 ns in acetonitrile e 650 ns in acqua, tale da permettergli di interagire con altre molecole. In assenza di queste reazioni lo stato eccitato 3MLCT decade tornando allo stato fondamentale 1GS. Sono possibili tre diversi processi: (1) tramite il rilassamento non-radiativo knr, dove l'energia in eccesso viene rilasciata come calore nell'ambiente circostante, (2) passando attraverso lo stato 3MC che si disattiva a sua volta in modo non-radiativo allo stato fondamentale, oppure (3) in modo radiativo (kr) emettendo un fotone (luminescenza). La resa quantica di luminescenza è 2,8% a 298K in acqua satura di aria, e il massimo della banda di emissione è a circa 620 nm.
Come tutti gli stati eccitati, lo stato eccitato di tripletto 3MLCT è sia un più forte ossidante che un più forte riducente rispetto allo stato fondamentale 1GS, tanto da essere teoricamente in grado di ossidare e ridurre l'acqua, producendo ossigeno e idrogeno. I potenziali termodinamici sono i seguenti (l'asterisco denota lo stato eccitato):
{\displaystyle {\ce {{^{\ast }}[Ru(bpy)3]^{2}+{}+e^{-}<=>{}[Ru(bpy)3]+}}}       E° = +0,84 V
{\displaystyle {\ce {[Ru(bpy)3]^{3}+{}+e^{-}<=>{^{\ast }}[Ru(bpy)3]^{2}+}}}      E° = –0,86 V
Ad esempio, *[Ru(bpy)3]2+ può trasferire un elettrone, situato su un legante bpy, ad un ossidante sacrificale come il perossidisolfato (S2O2−8), e il [Ru(bpy)3]3+ risultante è un ossidante abbastanza forte da ossidare l'acqua a O2 tramite un adatto catalizzatore. Per ottenere invece idrogeno si può usare *[Ru(bpy)3]2+ per ridurre il metilviologeno, un trasportatore di elettroni riciclabile, che a sua volta riduce i protoni a idrogeno su un catalizzatore di platino.
[Ru(bpy)3]2+ è il prototipo di innumerevoli complessi del rutenio con leganti polipiridinici, che continuano ad essere intensamente studiati nei laboratori di fotochimica, in vista di svariate possibili applicazioni, tra cui processi fotocatalitici, conversione dell'energia solare, celle fotovoltaiche, intercalazione del DNA, led organici.